# Theodor Curtius
Theodor Curtius (n. 27 mai 1857, Duisburg, Regatul Prusiei – d. 8 februarie 1928, Heidelberg, Republica de la Weimar) a fost un chimist german. A fost profesor de chimie la Universitatea din Heidelberg. A descoperit reacția de transpoziție Curtius, hidrazina și acidul hidrazoic.